# Uropeltidae
Uropeltidae é uma família de répteis escamados da subordem Serpentes.

## Géneros
- Melanophidium
- Platyplectrurus
- Plectrurus
- Pseudotyphlops
- Rhinophis
- Teretrurus
- Uropeltis